# 加志氏
加志氏（かしし）は、奈良時代における大隅国姶羅郡の豪族である。姓は君。

## 解説
『続日本紀』天平元年（729年）条に姶羅郡少領外従七位下勲七等・加志君和多利が、神護景雲3年（769年）条に、加志公島麻呂等が見え、共に外従五位上を賜っている。